# 거친무늬거울

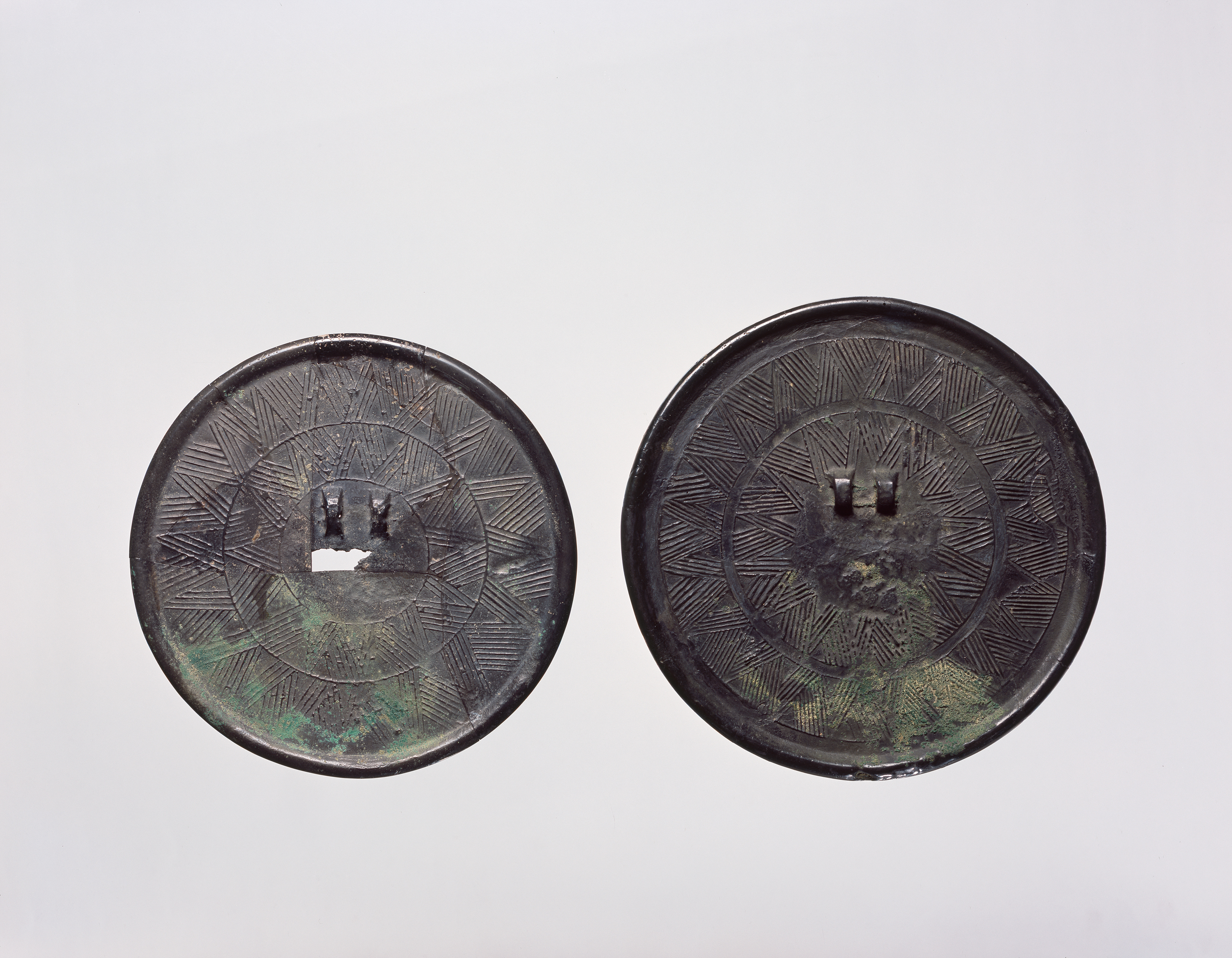
충청남도 아산시 신창면 남성리 출토 거친무늬거울

거친무늬거울은 청동기 시대에 사용된 청동제 거울이다.

## 개요
다뉴조문경(多鈕粗文鏡)이라고도 한다. 다뉴(多鈕)란 뉴(鈕: 끈으로 묶을 수 있는 고리)가 여러 개 달려 있다는 뜻으로, 거울 뒷면에 달려 있는 고리 때문에 붙은 명칭이다. 중국식 거울이 뉴(鈕)가 한 개인 반면, 한반도에서 출토되는 거울은 뉴가 한쪽으로 치우쳐 있으며 두 개 내지 세 개인 특징을 지닌다. 또한, 중국식은 거울 면이 볼록하나 한국식은 편평하거나 오목하다.
잔무늬거울에 비해 시기적으로 앞서며, 거울 뒷면의 문양이 거친 것이 특징이다. 크기는 지름 8∼19cm 정도이다.

## 같이 보기
- 천부인
- 잔무늬거울
- 한국의 청동기 시대